# Castro di Sardegna

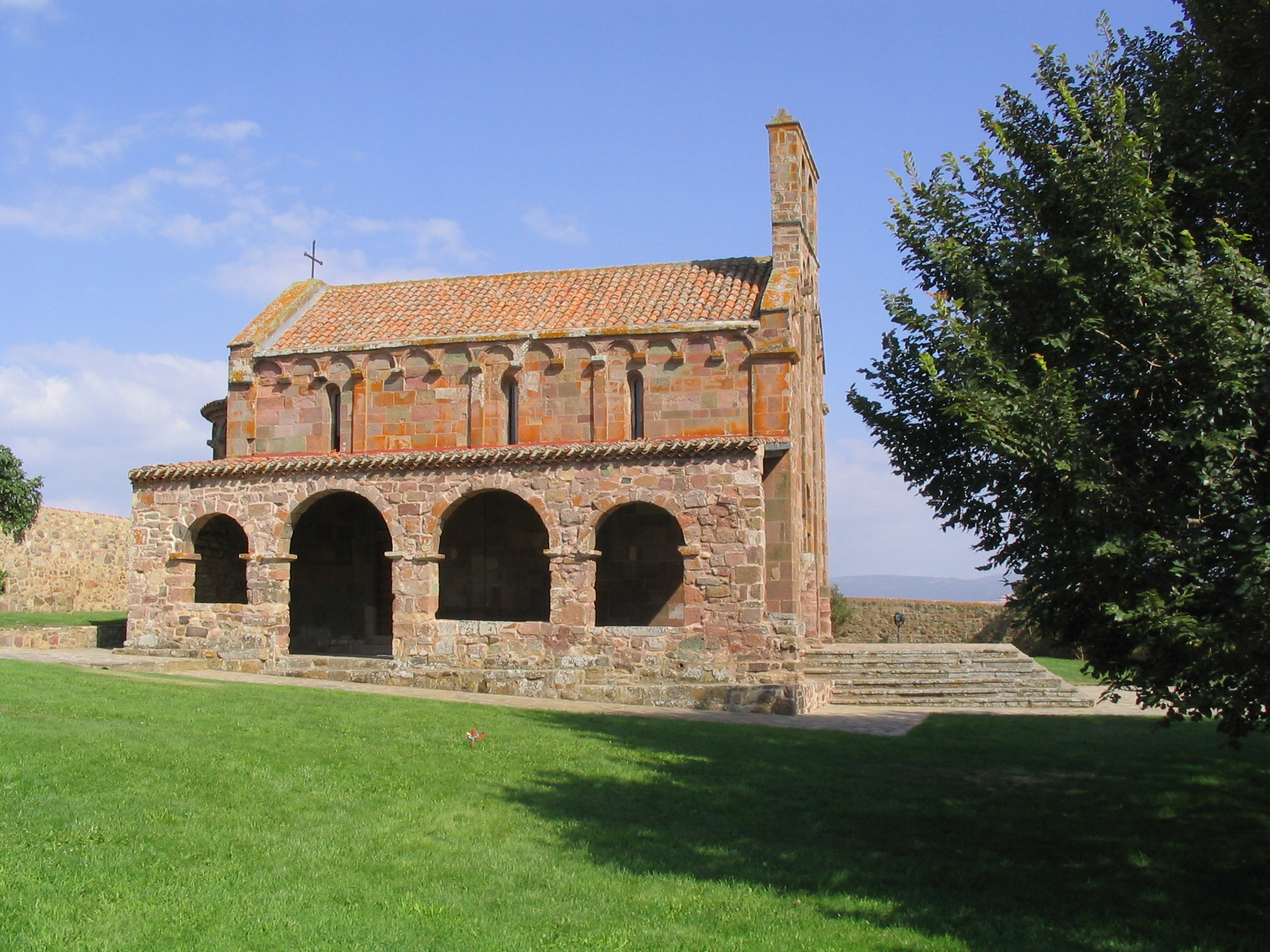
Dawna katedra diecezjalna w Oschiri

Castro di Sardegna (łac. Diocesis Castrensis in Sardinia) – stolica historycznej diecezji w Italii erygowanej w X wieku, a włączonej w 1503 w skład nowo powstałej diecezji Alghero.
Współczesne miasto Oschiri znajduje się w prowincji Olbia-Tempio we Włoszech, na Sardynii. Obecnie katolickie biskupstwo tytularne ustanowione w 1968 przez papieża Pawła VI.

## Biskupi tytularni
| Lp. | Biskup               | Funkcja                              | Od                | Do              |
| --- | -------------------- | ------------------------------------ | ----------------- | --------------- |
| 1   | Alfonso Sánchez Peña | biskup-prałat Alto Sinú (Kolumbia)   | 28 lipca 1969     | 11 lipca 1997   |
| 2   | Giuseppe Pittau      | urzędnik Kurii Rzymskiej             | 11 lipca 1998     | 26 grudnia 2014 |
| 3   | Dominicus Meier      | biskup pomocniczy Paderborn (Niemcy) | 15 lipca 2015     | 28 maja 2024    |
| 4.  | Andreas Geßmann      | biskup pomocniczy Essen (Niemcy)     | 14 listopada 2024 |                 |